# Джордж, Рудольф
Рудольф Джордж (англ. Rudolph George; род. 8 июня 1957) — сьерра-леонский легкоатлет, выступавший в беге на короткие дистанции. Участник летних Олимпийских игр 1980 года.

## Биография
Рудольф Джордж родился 8 июня 1957 года.
В 1980 году вошёл в состав сборной Сьерра-Леоне на летних Олимпийских играх в Москве. В беге на 100 метров занял в забеге 1/8 финала последнее, 7-е место, показав результат 11,37 секунды, уступив 0,79 секунды попавшему в четвертьфинал с 4-го места Хаммеду Адио из Нигерии. В беге на 200 метров занял в забеге 1/8 финала последнее, 6-е место с результатом 23,20, уступив 1,55 секунды попавшему в четвертьфинал с 3-го места Александару Поповичу из Югославии. В эстафете 4х100 метров команда Сьерра-Леоне, за которую также выступали Шеку Боима, Уильям Акаби-Дэвис и Уолтер Дёринг, заняла в полуфинале последнее, 8-е место с результатом 42,53, уступив 3,05 секунды попавшим в финал с 4-го места сборным Бразилии и Нигерии. 